# Lédas-et-Penthiès
Lédas-et-Penthiès är en kommun i departementet Tarn i regionen Occitanien i södra Frankrike. Kommunen ligger i kantonen Valence-d'Albigeois som tillhör arrondissementet Albi. År 2022 hade Lédas-et-Penthiès 161 invånare.

## Befolkningsutveckling
Antalet invånare i kommunen Lédas-et-Penthiès
| Referens: INSEE |